# Pierre II Brûlart
Pierre II Brûlart né en 1484 et mort le 1er octobre 1541 est un officier et homme d'État français.

## Biographie
Pierre II Brûlart est le fils de Jean Brûlart ((1456-1519), conseiller du roi au Parlement de Paris,  prévôt des marchands de Paris, et de Jeanne Jayer (morte en 1505),.
Il épouse Ambroise Reynault ou (Regnault) de Montmort (morte le 19 octobre 1551), dame de Berny qu'elle apporte à son mari, avec qui elle aura :
- Pierre III Brûlart (mort à Paris en 1584), époux de Marie Cauchon, dame de Puisieulx et Sillery (postérité, branche des Brûlart de Sillery) ;
- François Brûlart, chanoine de la  Collégiale Saint-Martin de Tours ;
- Jean Brûlart, Président aux enquêtes de la Cour, conseiller au Parlement, épouse Marie Hacqueville (sp), puis Marie Le Picart (sp) ;
- Nicolas Brûlart, religieux à l'abbaye Saint-Denis ;
- Jacques Brûlart, religieux à l'abbaye Saint-Denis ;
- Marie Brûlart, religieuse à l'abbaye de Montmartre ;
- Jehanne (alias Marie) Brûlart, épouse Charles Le Prévost ou (Prévôt), seigneur de Grandville, intendant-général des Finances de France ;
- Jeanne Brûlart, religieuse aux Filles-Dieu à Paris ;
- Anne Brûlart, religieuse à l'abbaye Notre-Dame d'Yerres.

Il est président aux requêtes, conseiller du roi au Parlement de Paris, reçu le 14 novembre 1422. Il meurt le 1er octobre 1541. Il est inhumé au cimetière des Saints-Innocents où sa femme le rejoindra en 1551.